# ASKÖ SV Franckviertel Linz
Der ASKÖ SV Franckviertel Linz (bis 2017 SV Chemie Linz, zwischen 1954 und 1973 SV Stickstoff Linz, Gründungsname: ASK Sparta Linz) ist ein österreichischer Fußballverein aus der oberösterreichischen Landeshauptstadt Linz. Er spielt zurzeit in der achtklassigen 2. Klasse Mitte.

## Vereinsgeschichte
Der ASKÖ SV Franckviertel Linz wurde bereits 1920 als einer der ältesten Linzer Vereine unter dem Namen ASK Sparta Linz ins Leben gerufen.

## Männerfußball
Der Klub spielte bald nach seiner Gründung von 1921 bis 1925 in der oberösterreichischen Landesliga, der damals landeshöchsten Spielstufe.
Erstmals 1945 konnte diese Spielklasse wiedererreicht werden. Der zweite Platz in der Saison 1950 brachte dem Klub den Aufstieg in die B-Liga, der zweithöchsten österreichischen Profi-Liga. Entging der ASK Sparta Linz in der Saison 1950/51 noch knapp nur dank der besseren Tordifferenz dem Abstieg, mussten die Linzer 1951/52 als Tabellenletzter zurück in die Landesliga. Während dieser Zeit kam die Umbenennung 1954 in SV Stickstoff Linz im Zusammenhang mit dem Engagement der Österreichischen Stickstoffwerke AG.

Ehemaliges Logo des SV Stickstoff Linz

Unter neuen Namen wurde Stickstoff prompt Zweiter der Landesliga und bekam mit dem Gewinn der Landesliga nur ein Jahr später 1956 die Chance auf die Rückkehr in die B-Liga. In der Relegationsrunde traf der Klub dabei auf den SV Mattersburg, der mit 5:0 und 3:4 besiegt wurde. In der ersten B-Liga-Saison 1956/57 spielte Stickstoff zwar noch gegen den Abstieg, sowohl 1957/58 und 1958/59 wurde der Relegationsplatz zur A-Liga nur noch um einen einzigen Punkt verfehlt. Doch 1959/60 konnten die Linzer die mittlerweile neugeschaffene Regionalliga Mitte deutlich vor dem Kapfenberger SV für sich entscheiden und damit direkt in die A-Liga, die heutige Bundesliga, aufsteigen. Für Furore sorgte man insbesondere im ÖFB-Cup: Nach Siegen über den SC Bruck an der Mur und den FC Wien stand man im Viertelfinale dem großen Lokalrivalen LASK aus der A-Liga gegenüber, der am 26. Mai 1960 – trotz 2:4-Pausenrückstand – noch sensationellerweise mit 5:4 geschlagen werden konnte. Auch im Halbfinale gegen Rapid schaffte man am 15. Juni 1960 nach einer raschen 2:0-Führung beinahe die Sensation, erst wenige Minuten vor Spielende konnte Robert Dienst mit seinem Tor den knappen 4:3-Sieg des Rekordmeisters fixieren.
In der höchsten österreichischen Liga trat Stickstoff in den folgenden Jahren mit Routiniers wie Turl Wagner und Leopold Barschandt aus der 54er-Mannschaft an und hatte selbst mit Oskar Kohlhauser und Franz Viehböck zwei aktiven Nationalspieler in den eigenen Reihen.
Der SV Stickstoff Linz spielte insgesamt vier Saisonen erstklassig, bis 1963/64 der unglückliche Abstieg folgte. Der SV Kapfenberg zog erst am letzten Spieltag durch eine Heimniederlage der Linzer gegen den 1. Schwechater SC trotz zweimaliger Führung und einem gleichzeitigen Auswärtssieg beim 1. Wiener Neustädter SC vorbei. Trotzdem konnten die Linzer in vier Jahren Erstklassigkeit mit allein drei Derby-Siegen bei acht Begegnungen mit dem LASK, darunter ein 6:4 (16. Juni 1962), sowie auch einem 2:1-Sieg auf der Pfarrwiese am 23. September 1961 schöne Erfolge feiern. Beste Platzierung war ein 8. Rang in der Saison 1961/62 bei 14 Mannschaften. In der Folgezeit etablierte sich der Klub im Mittelfeld in der zweitklassigen Regionalliga Mitte und nahm bis zum Neubeginn 1973 als SV Chemie Linz in der 3. Klasse Mitte ununterbrochen an der zweiten Spielstufe teil.
Chemie erlebte einen unglaublichen Durchmarsch von der letzten Spielklasse bis in die drittklassige Landesliga und konnte dabei fünf Meistertitel in Serie feiern. In der Landesliga verließ das Glück allerdings die Linzer – fünf Mal in Serie wurde man nur Zweiter und verpasste damit jeweils knapp die Rückkehr in den Profi-Fußball. Doch in der Saison 1986/87 klappte es schließlich mit dem Gewinn der drittklassigen Landesliga vor dem SK Eintracht Wels. In der Relegation zur 2. Division blieb der Klub allerdings an dem Kapfenberger SV und SV Rapid Lienz hängen. In der 1988/89 kam mit dem Meisterschaftsgewinn vor der SV Ried die erneute Chance zum Aufstieg, doch dieses Mal gab es in der Relegation am LUV Graz kein Vorbeikommen. So zog sich Chemie vorerst von der Meisterschaft zurück und konzentrierte sich auf den Jugendfußball. Erst seit 2003 ist der Klub wieder mit einer Kampfmannschaft in der 2. Klasse vertreten. Am 23. November 2017 beschloss man den Namen der ausgegliederten Fußballmannschaft in SV Franckviertel Linz zu ändern. Bei der Hauptversammlung, am 4. Dezember 2017 wurde der Vereinsname SV Chemie Linz auf ASKÖ SV Franckviertel Linz geändert.

## Erfolge
- Meister Regionalliga Mitte 1959/60
- oö. Landesmeister 1955/56, 1986/87, 1988/89
- Meister 2. Landesliga Ost 1978/79
- Meister Bezirksklasse Nord 1977/78
- Meister 1. Klasse Mitte 1976/77
- Meister 2. Klasse Mitte 1975/76
- Meister 3. Klasse Mitte 1974/75

(Quelle: )

## Frauenfußball
Eine Damenmannschaft des Vereins spielte von 1991 bis 1995 in der Damenliga Oberösterreich.